# John H. Evins

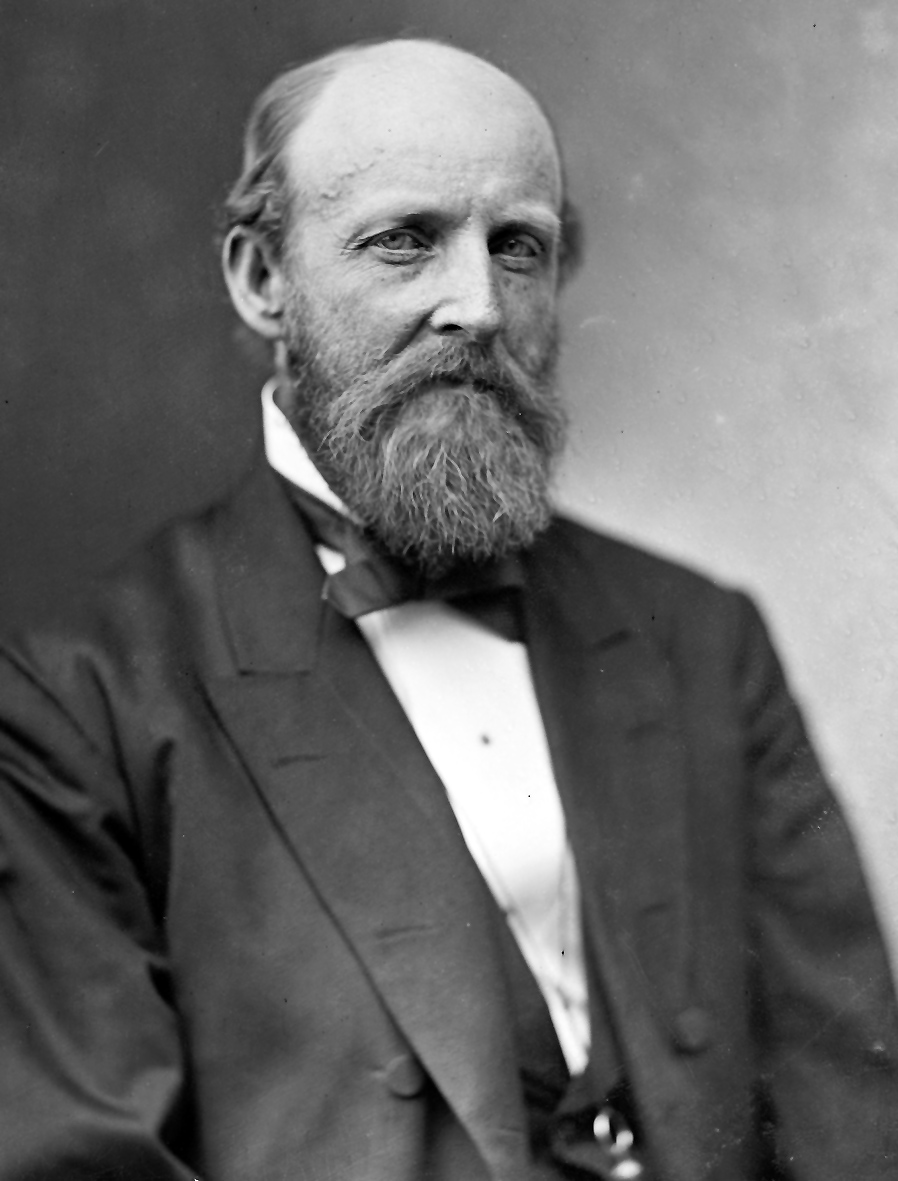
John H. Evins

John Hamilton Evins (* 18. Juli 1830 in Spartanburg, South Carolina; † 20. Oktober 1884 ebenda) war ein US-amerikanischer Politiker. Zwischen 1877 und 1884 vertrat er den Bundesstaat South Carolina im US-Repräsentantenhaus.

## Werdegang
John Evins besuchte die öffentlichen Schulen seiner Heimat. Danach studierte er bis 1853 am South Carolina College, der heutigen University of South Carolina in Columbia. Nach einem anschließenden Jurastudium und seiner im Jahr 1856 erfolgten Zulassung als Rechtsanwalt begann er in Spartanburg in seinem neuen Beruf zu arbeiten. Während des Bürgerkrieges diente er in der Armee der Konföderierten Staaten. Dort erreichte er bis zum Kriegsende den Rang eines Oberstleutnants. Gleichzeitig war er als Mitglied der Demokratischen Partei zwischen 1862 und 1864 Abgeordneter im Repräsentantenhaus von South Carolina.
Nach dem Krieg arbeitete Evins wieder als Anwalt. Im Jahr 1876 war er Delegierter zur Democratic National Convention in St. Louis, auf der Samuel J. Tilden als Präsidentschaftskandidat nominiert wurde. Bei den Kongresswahlen des Jahres 1876 wurde Evins im vierten Wahlbezirk von South Carolina in das US-Repräsentantenhaus in Washington, D.C. gewählt, wo er am 4. März 1877 die Nachfolge von Alexander S. Wallace antrat. Nach drei Wiederwahlen konnte er bis zu seinem Tod am 20. Oktober 1884 im Kongress verbleiben. Seit 1883 war er Vorsitzender des Ausschusses, der sich mit der Verwaltung der US-Territorien befasste.